# Ante Trumbić
Ante Trumbić, född 17 maj 1864 i Split, död 7 november 1938 i Zagreb, var en jugoslavisk (kroatisk) politiker. 
Trumbić studerade juridik i Zagreb, Wien och Graz, där han blev juris doktor, och var därpå advokat i Split till första världskrigets utbrott. Han inträdde 1895 i politiken som medlem av den Dalmatinska lantdagen samt av österrikiska riksrådets representanthus i Wien; i båda dessa församlingar kämpade han häftigt och med framgång för att stärka den kroatiska majoritetens inflytande i Dalmatien emot italienarna. Med Frano Supilo formulerade han den så kallade Fiumeresolutionen den 4 oktober 1905 om nationell autonomi inom Österrike-Ungern. Vid krigsutbrottet, 1914, flydde båda till utlandet och upprättade samma år i Rom den så kallade jugoslaviska kommittén, senare flyttad till London och Paris, vilken livligt agiterade för sydslavernas enande, bland annat genom den av Trumbić utgivna "Bulletin yugoslave". Den 20 juli 1917 slöt han på Korfu en överenskommelse med serbiske ministerpresidenten Nikola Pašić om en gemensam monarki med lika rätt för serber, kroater och slovener. 
Trumbić blev det nya Jugoslaviens förste utrikesminister, deltog i fredskonferensen i Paris och förde bland annat med stor skicklighet de svåra förhandlingar med Italien, vilka ledde till fördraget i Rapallo den 12 november 1920; därefter drog han sig tillbaka från utrikesministerposten. Till konstituerande nationalförsamlingen hade han valts som främsta namnet på fyra partiers listor, men anslöt sig ej till något parti; han röstade mot den nya författningen den 28 juni 1921, då han uppfattade denna som alltför storserbisk och ej i tillräckligt hög grad likställde de olika nationaliteterna. År 1925 valdes han för Zagreb till riksdagen på Kroatiska bondepartiets lista och försvarade Stjepan Radić i landsförräderiprocessen, men lämnade partiet, då detta ingick i Pašićs regeringskoalition. 
Trumbić blev ledare för ett nytt parti, Kroatiska enhetspartiet, och dessutom advokat i Zagreb. Han var anhängare av det gamla ideella jugoslaviska programmet, förening av de sydslaviska nationerna som likaberättigade medlemmar av en stat: då han inte ansåg att detta program förverkligats i Jugoslavien, blev han en av de främsta förkämparna för kroaternas rätt.